# Austrian Volley League (2024/2025)
Austrian Volley League 2024/2025 (oficjalna nazwa ze względów sponsorskich: powerfusion Volley League 2024/2025) − 64. sezon mistrzostw Austrii w piłce siatkowej zorganizowany przez Austriacki Związek Piłki Siatkowej (niem. Österreichischer Volleyballverband, ÖVV). Rozpoczął się 5 października 2024 roku i trwał do 23 kwietnia 2025 roku.
W Austrian Volley League w sezonie 2024/2025 uczestniczyło 10 drużyn. Do rozgrywek dołączył zespół Sportunion z+p St. Pölten. Rozgrywki składały się z fazy zasadniczej oraz fazy play-off. W fazie zasadniczej zespoły rozegrały między sobą po dwa mecze. Osiem najlepszych drużyn awansowało do fazy play-off, która obejmowała ćwierćfinały, mecze o miejsca 5-8, półfinały, mecze o 3. miejsce oraz finały.
Po raz trzynasty, jednocześnie trzeci raz z rzędu, mistrzem Austrii został klub Hypo Tirol Volleyballteam, który w finałach fazy play-off pokonał TSV Raiffeisen Hartberg. Najlepszym zawodnikiem (MVP) serii finałowej został wybrany Kyle Hobus. Trzecie miejsce zajął SK Zadruga Aich/Dob.
Sponsorem tytularnym rozgrywek było przedsiębiorstwo powerfusion.

## System rozgrywek
Powerfusion Volley League w sezonie 2024/2025 składała się z fazy zasadniczej oraz fazy play-off.

### Faza zasadnicza
W fazie zasadniczej drużyny rozegrały ze sobą po dwa spotkania systemem kołowym (mecz u siebie i rewanż na wyjeździe). Osiem najlepszych zespołów awansowało do fazy play-off, natomiast dwa najsłabsze trafiły do baraży.

### Faza play-off
Faza play-off obejmowała ćwierćfinały, mecze o miejsca 5-8, półfinały, mecze o 3. miejsce oraz finały.
Ćwierćfinały

Ćwierćfinałowe pary utworzone zostały na podstawie miejsc zajętych przez poszczególne drużyny w fazie zasadniczej według klucza:
- para 1: 1-8;
- para 2: 2-7;
- para 3: 3-6;
- para 4: 4-5.

Rywalizacja toczyła się do trzech zwycięstw ze zmianą gospodarza po każdym meczu. Gospodarzem pierwszego meczu w parze był zespół, który w fazie zasadniczej zajął wyższe miejsce. Zwycięzcy w parach awansowali do półfinałów, natomiast przegrani grali o miejsca 5-8.
Mecze o miejsca 5-8

Pary w serii meczów o miejsca 5-8 powstały zgodnie z kluczem:
- para 1: przegrany w ćwierćfinałowej parze 1-8 – przegrany w ćwierćfinałowej parze 4-5;
- para 2: przegrany w ćwierćfinałowej parze 2-7 – przegrany w ćwierćfinałowej parze 3-6.

Zwycięzcy w parach grali o 5. miejsce, natomiast przegrani o 7. miejsce. We wszystkich rundach w ramach pary rozgrywany był dwumecz. O zwycięstwie w parze decydowała liczba zdobytych punktów. Za zwycięstwo 3:0 lub 3:1 zespół otrzymywał 3 punkty, za zwycięstwo 3:2 – 2 punkty, za porażkę 2:3 – 1 punkt, natomiast za porażkę 1:3 lub 0:3 – 0 punktów. Jeżeli po rozegraniu dwumeczu obie drużyny miały taką samą liczbę punktów, rozgrywano tzw. złoty set do 15 punktów z dwoma punktami przewagi jednej z drużyn. Gospodarzem pierwszego meczu w parze był zespół, który w fazie zasadniczej zajął niższe miejsce.
Półfinały

Półfinałowe pary utworzone zostały zgodnie z kluczem:
- para 1: zwycięzca w ćwierćfinałowej parze 1-8 – zwycięzca w ćwierćfinałowej parze 4-5;
- para 2: zwycięzca w ćwierćfinałowej parze 2-7 – zwycięzca w ćwierćfinałowej parze 3-6.

Rywalizacja toczyła się do trzech zwycięstw ze zmianą gospodarza po każdym meczu. Gospodarzem pierwszego spotkania w parze był zespół, który w fazie zasadniczej zajął wyższe miejsce. Zwycięzcy w parach awansowali do finałów, natomiast przegrani grali o 3. miejsce.
Mecze o 3. miejsce

Drużyny o 3. miejsce grały w serii do dwóch zwycięstw ze zmianą gospodarza po każdym meczu. Gospodarzem pierwszego spotkania był zespół, który w fazie zasadniczej zajął wyższe miejsce.
Finały

W finałach drużyny grały w serii do czterech zwycięstw ze zmianą gospodarza po każdym meczu. Gospodarzem pierwszego spotkania był zespół, który w fazie zasadniczej zajął wyższe miejsce. Zwycięzca finałów został mistrzem Austrii.

### Baraże
W barażach uczestniczyło 6 drużyn: te, które w fazie zasadniczej powerfusion Volley League zajęły miejsca 9-10, oraz po dwa najlepsze zespoły fazy zasadniczej grup 1 i 2 Austrian Volley League 2. Rozegrały one ze sobą po dwa spotkania systemem kołowym (mecz u siebie i rewanż na wyjeździe), z wyjątkiem drużyn z tych samych rozgrywek, w przypadku których zaliczone zostały spotkania z fazy zasadniczej. Dwa najlepsze zespoły po rozegraniu wszystkich meczów uzyskały prawo gry w najwyższej klasie rozgrywkowej w sezonie 2025/2026.

### Kryteria ustalenia pozycji w tabeli
O kolejności w tabeli decydowały następujące kryteria:
1. liczba punktów (3:0 i 3:1 – 3 punkty dla zwycięzcy, 0 punktów dla przegranego; 3:2 – 2 punkty dla zwycięzcy, 1 punkt dla przegranego),
2. liczba zwycięstw,
3. stosunek setów wygranych do przegranych,
4. stosunek małych punktów zdobytych do straconych,
5. bilans w meczach bezpośrednich pomiędzy zainteresowanymi drużynami zgodnie z punktami 1-4,
6. dodatkowy mecz.

## Drużyny uczestniczące
W powerfusion Volley League w sezonie 2024/2025 uczestniczyło 10 drużyn. W porównaniu z poprzednim sezonem do najwyższej klasy rozgrywkowej dołączył zespół Sportunion z+p St. Pölten.
| powerfusion Volley League 2024/2025                                                   | powerfusion Volley League 2024/2025 |                  |
| ------------------------------------------------------------------------------------- | ----------------------------------- | ---------------- |
| Hypo Tirol Volleyballteam                                                             | 1                                   | Liga Mistrzów    |
| TSV Raiffeisen Hartberg                                                               | 2                                   | Puchar CEV       |
| SK Zadruga Aich/Dob                                                                   | 3                                   | Puchar CEV       |
| Union Raiffeisen Waldviertel                                                          | 4                                   |                  |
| UVC Holding Graz                                                                      | 5                                   | Puchar Challenge |
| UVC McDonalds Ried/Innkreis                                                           | 6                                   |                  |
| TJ Sokol V/Post SV Wien                                                               | 7                                   |                  |
| VCA Amstetten Niederösterreich                                                        | 8                                   |                  |
| VBK Kelag Wörther-See-Löwen Klagenfurt                                                | 9                                   |                  |
| Awans z Austrian Volley League 2                                                      |                                     |                  |
| Sportunion z+p St. Pölten                                                             | 1 (gr. 1)                           |                  |
| Oznaczenia: - kolumna druga – miejsce zajęte przez daną drużynę w poprzednim sezonie. |                                     |                  |

### Awanse i spadki
| Poz. | Spadek z powerfusion Volley League 2023/2024 |
| ---- | -------------------------------------------- |
| 10.  | VBC TLC Weiz                                 |

| Poz.       | Awans z Austrian Volley League 2 2023/2024 |
| ---------- | ------------------------------------------ |
| 1. (gr. 1) | Sportunion z+p St. Pölten                  |

## Hale sportowe
| Drużyna                          | Hala sportowa                                         | Miejscowość              | *     |
| -------------------------------- | ----------------------------------------------------- | ------------------------ | ----- |
| Hypo Tirol Volleyballteam        | Universitäts-Sportinstitut Innsbruck (USI) – Halle 40 | Innsbruck                | [ a ] |
| Hypo Tirol Volleyballteam        | OlympiaWorld                                          | Innsbruck                | [ a ] |
| SK Zadruga Aich/Dob              | JUFA Arena                                            | Bleiburg                 |       |
| Sportunion z+p St. Pölten        | Volksschule Kilb                                      | Kilb                     | [ b ] |
| Sportunion z+p St. Pölten        | Sporthalle                                            | Pöchlarn                 | [ b ] |
| TJ Sokol V/Post SV Wien          | Posthalle (Schumanngasse 101)                         | Wiedeń                   |       |
| TSV Raiffeisen Hartberg          | Stadtwerke Hartberg-Halle                             | Hartberg                 |       |
| Union Raiffeisen Waldviertel     | Stadthalle                                            | Zwettl                   |       |
| UVC Holding Graz                 | Raiffeisen Sportpark                                  | Graz                     |       |
| UVC McDonalds Ried/Innkreis      | Raiffeisen Volleydome                                 | Ried im Innkreis         |       |
| VBK Wörther-See-Löwen Klagenfurt | Sportpark Halle                                       | Klagenfurt am Wörthersee |       |
| VCA Amstetten Niederösterreich   | Johann Pölz Halle                                     | Amstetten                |       |
| Źródło:                          |                                                       |                          |       |

| Hypo Tirol VolleyballteamSK Zadruga Aich/DobVBK Kelag Wörther-See-Löwen KlagenfurtTSV Raiffeisen HartbergUVC McDonalds Ried/InnkreisVCA Amstetten NiederösterreichUnion Raiffeisen WaldviertelUVC Holding GrazSportunion z+p · St. PöltenTJ Sokol V/ · Post SV Wien Lokalizacja głównych obiektów sportowych |

## Trenerzy
| Drużyna                                | Trener                      | Asystent trenera                     | *      |
| -------------------------------------- | --------------------------- | ------------------------------------ | ------ |
| Hypo Tirol Volleyballteam              | Lorenzo Tubertini           | Martin Nemec                         | [ 9 ]  |
| SK Zadruga Aich/Dob                    | Martin Micheu (p.o.)        | Tobias Bauer Marco Robinig           | [ 10 ] |
| Sportunion z+p St. Pölten              | Smail Pezerović             | —                                    | [ 11 ] |
| TJ Sokol V/Post SV Wien                | Aleksandar Jovanović (p.o.) | Vladan Ilić                          | [ 12 ] |
| TSV Raiffeisen Hartberg                | Markus Hirczy               | —                                    | [ 13 ] |
| Union Raiffeisen Waldviertel           | Miroslav Palgut             | Michał Peciakowski                   | [ 14 ] |
| UVC Holding Graz                       | Zoltán Mózer                | Markus-Matthias Günther Martin Appel | [ 15 ] |
| UVC McDonalds Ried/Innkreis            | Jiří Siller                 | Michael Przeworski                   | [ 16 ] |
| VBK Kelag Wörther-See-Löwen Klagenfurt | Jonas Kronseder             | —                                    | [ 17 ] |
| VCA Amstetten Niederösterreich         | Andrej Urnaut               | Amer Zecevic                         | [ 18 ] |

### Zmiany trenerów
| Klub                                   | Były trener             | Data odejścia           | Nowy trener                 | Data przyjścia          | *             |
| -------------------------------------- | ----------------------- | ----------------------- | --------------------------- | ----------------------- | ------------- |
| Przed sezonem                          |                         |                         |                             |                         |               |
| Hypo Tirol Volleyballteam              | Štefan Chrtiansky       | koniec sezonu 2023/2024 | Lorenzo Tubertini           | przed sezonem 2024/2025 | [ c ] [ 19 ]  |
| Union Raiffeisen Waldviertel           | Zdeněk Šmejkal          | koniec sezonu 2023/2024 | Miroslav Palgut             | przed sezonem 2024/2025 | [ 20 ] [ 21 ] |
| UVC McDonalds Ried/Innkreis            | Manuel Leitgeb          | koniec sezonu 2023/2024 | Jiří Siller                 | przed sezonem 2024/2025 | [ 22 ]        |
| VBK Kelag Wörther-See-Löwen Klagenfurt | Jiří Siller             | koniec sezonu 2023/2024 | Jonas Kronseder             | przed sezonem 2024/2025 | [ 23 ]        |
| VCA Amstetten Niederösterreich         | Michael Henschke (p.o.) | koniec sezonu 2023/2024 | Constant Tchouassi          | przed sezonem 2024/2025 | [ d ] [ 24 ]  |
| W trakcie sezonu                       |                         |                         |                             |                         |               |
| VCA Amstetten Niederösterreich         | Constant Tchouassi      | 21.10.2024              | Amer Zecevic (p.o.)         | 21.10.2024              | [ e ] [ 25 ]  |
| VCA Amstetten Niederösterreich         | Amer Zecevic (p.o.)     | 20.11.2024              | Andrej Urnaut               | 20.11.2024              | [ f ] [ 26 ]  |
| TJ Sokol V/Post SV Wien                | Željko Grbić            | 19.03.2025              | Aleksandar Jovanović (p.o.) | 19.03.2025              | [ g ] [ 27 ]  |
| SK Zadruga Aich/Dob                    | Lucio Oro               | 27.03.2025              | Martin Micheu (p.o.)        | 27.03.2025              | [ h ] [ 28 ]  |

## Faza zasadnicza

### Tabela wyników
| Gospodarz \ Gość1                      | TIR | HAR | AIC | WAL | GRA | RIE | SOK | AMS | KLA | PÖL |
| -------------------------------------- | --- | --- | --- | --- | --- | --- | --- | --- | --- | --- |
| Hypo Tirol Volleyballteam              | -   | 3:0 | 3:1 | 3:0 | 3:0 | 3:0 | 3:0 | 3:0 | 3:0 | 3:0 |
| TSV Raiffeisen Hartberg                | 0:3 | -   | 3:2 | 3:1 | 3:1 | 3:0 | 3:0 | 3:2 | 3:0 | 3:1 |
| SK Zadruga Aich/Dob                    | 0:3 | 3:0 | -   | 3:2 | 3:2 | 3:0 | 3:0 | 3:1 | 3:1 | 3:1 |
| Union Raiffeisen Waldviertel           | 1:3 | 1:3 | 1:3 | -   | 3:1 | 0:3 | 3:2 | 1:3 | 3:0 | 3:0 |
| UVC Holding Graz                       | 1:3 | 2:3 | 3:1 | 3:1 | -   | 2:3 | 3:2 | 3:1 | 3:0 | 3:0 |
| UVC McDonalds Ried/Innkreis            | 0:3 | 1:3 | 3:0 | 3:2 | 3:2 | -   | 3:0 | 3:0 | 3:0 | 3:0 |
| TJ Sokol V/Post SV Wien                | 0:3 | 0:3 | 0:3 | 2:3 | 0:3 | 1:3 | -   | 3:1 | 3:0 | 3:2 |
| VCA Amstetten Niederösterreich         | 0:3 | 2:3 | 0:3 | 0:3 | 3:2 | 2:3 | 3:0 | -   | 3:0 | 1:3 |
| VBK Kelag Wörther-See-Löwen Klagenfurt | 0:3 | 0:3 | 0:3 | 0:3 | 0:3 | 1:3 | 2:3 | 2:3 | -   | 2:3 |
| Sportunion z+p St. Pölten              | 0:3 | 0:3 | 0:3 | 1:3 | 0:3 | 1:3 | 0:3 | 2:3 | 3:1 | -   |

Źródło: 
1 Drużyna gospodarzy jest wymieniona po lewej stronie tabeli.
Kolory:
  zwycięstwo gospodarzy 3:0 lub 3:1
  zwycięstwo gospodarzy 3:2
  zwycięstwo gości 3:0 lub 3:1
  zwycięstwo gości 3:2

### Terminarz i wyniki spotkań
| WYNIKI SPOTKAŃ | WYNIKI SPOTKAŃ | WYNIKI SPOTKAŃ                         | WYNIKI SPOTKAŃ                          | WYNIKI SPOTKAŃ                         | WYNIKI SPOTKAŃ            | WYNIKI SPOTKAŃ | WYNIKI SPOTKAŃ     | WYNIKI SPOTKAŃ |
| Data | Godz.          | Gospodarz                              | Rezultat                                | Gość                                   | Hala sportowa             | Widzów         | MVP                | *              |
| --- | -------------- | -------------------------------------- | --------------------------------------- | -------------------------------------- | ------------------------- | -------------- | ------------------ | -------------- |
| 1. KOLEJKA |                |                                        |                                         |                                        |                           |                |                    |                |
| 5.10.2024 | 18:00          | UVC McDonalds Ried/Innkreis            | 3:0 (28:26, 25:20, 25:22)               | VCA Amstetten Niederösterreich         | Raiffeisen Volleydome     | 200            | Borys Żukow        | [ 30 ]         |
| 5.10.2024 | 17:30          | TSV Raiffeisen Hartberg                | 3:1 (22:25, 25:13, 25:17, 25:14)        | Sportunion z+p St. Pölten              | Stadtwerke Hartberg-Halle | bd.            | Đorđe Knežević     | [ 31 ]         |
| 5.10.2024 | 19:00          | SK Zadruga Aich/Dob                    | 3:2 (25:20, 24:26, 25:21, 25:27, 15:7)  | Union Raiffeisen Waldviertel           | JUFA Arena                | 394            | Carlos Charles     | [ 32 ]         |
| 5.10.2024 | 18:00          | Hypo Tirol Volleyballteam              | 3:0 (25:21, 25:13, 25:17)               | VBK Kelag Wörther-See-Löwen Klagenfurt | USI – Halle 40            | 123            | Robert Viiber      | [ 33 ]         |
| 5.10.2024 | 17:30          | UVC Holding Graz                       | 3:2 (16:25, 25:20, 20:25, 25:15, 15:13) | TJ Sokol V/Post SV Wien                | Raiffeisen Sportpark      | 412            | Nils Arvay         | [ 34 ]         |
| 2. KOLEJKA |                |                                        |                                         |                                        |                           |                |                    |                |
| 12.10.2024 | 16:30          | Sportunion z+p St. Pölten              | 0:3 (14:25, 20:25, 17:25)               | SK Zadruga Aich/Dob                    | Volksschule Kilb          | 107            | Noel Krassnig      | [ 35 ]         |
| 11.10.2024 | 18:00          | VCA Amstetten Niederösterreich         | 2:3 (25:23, 23:25, 20:25, 25:21, 13:15) | TSV Raiffeisen Hartberg                | Johann Pölz Halle         | 79             | Maximilian Thaller | [ 36 ]         |
| 12.10.2024 | 19:00          | TJ Sokol V/Post SV Wien                | 1:3 (25:19, 21:25, 18:25, 18:25)        | UVC McDonalds Ried/Innkreis            | Posthalle                 | 83             |                    | [ 37 ]         |
| 12.10.2024 | 17:00          | VBK Kelag Wörther-See-Löwen Klagenfurt | 0:3 (18:25, 14:25, 21:25)               | UVC Holding Graz                       | Sportpark Halle           | 150            | José Jardim        | [ 38 ]         |
| 12.10.2024 | 19:00          | Union Raiffeisen Waldviertel           | 1:3 (16:25, 25:23, 17:25, 22:25)        | Hypo Tirol Volleyballteam              | Stadthalle Zwettl         | 586            | Robert Viiber      | [ 39 ]         |
| 3. KOLEJKA |                |                                        |                                         |                                        |                           |                |                    |                |
| 19.10.2024 | 19:00          | SK Zadruga Aich/Dob                    | 3:0 (25:16, 25:21, 25:22)               | TJ Sokol V/Post SV Wien                | JUFA Arena                | bd.            | Jakub Klajmon      | [ 40 ]         |
| 20.10.2024 | 17:00          | Sportunion z+p St. Pölten              | 1:3 (18:25, 20:25, 25:22, 23:25)        | Union Raiffeisen Waldviertel           | Volksschule Kilb          | 122            | Matej Ivić         | [ 41 ]         |
| 19.10.2024 | 18:00          | UVC McDonalds Ried/Innkreis            | 3:0 (25:20, 25:14, 25:20)               | VBK Kelag Wörther-See-Löwen Klagenfurt | Raiffeisen Volleydome     | 300            | Borys Żukow        | [ 42 ]         |
| 20.10.2024 | 16:00          | TSV Raiffeisen Hartberg                | 0:3 (29:31, 17:25, 21:25)               | Hypo Tirol Volleyballteam              | Stadtwerke Hartberg-Halle | 311            | Robert Viiber      | [ 43 ]         |
| 20.10.2024 | 17:30          | VCA Amstetten Niederösterreich         | 3:2 (25:19, 25:22, 23:25, 18:25, 15:13) | UVC Holding Graz                       | Johann Pölz Halle         | bd.            | Dmytro Fedorenko   | [ 44 ]         |
| 4. KOLEJKA |                |                                        |                                         |                                        |                           |                |                    |                |
| 26.10.2024 | 18:00          | Hypo Tirol Volleyballteam              | 3:0 (25:18, 25:20, 25:21)               | Sportunion z+p St. Pölten              | USI – Halle 40            | 300            | Adam Provazník     | [ 45 ]         |
| 26.10.2024 | 17:00          | VBK Kelag Wörther-See-Löwen Klagenfurt | 0:3 (23:25, 19:25, 22:25)               | SK Zadruga Aich/Dob                    | Sportpark Halle           | 210            | Henrique Adami     | [ 46 ]         |
| 26.10.2024 | 13:35          | UVC Holding Graz                       | 2:3 (25:21, 23:25, 21:25, 25:22, 17:19) | TSV Raiffeisen Hartberg                | Raiffeisen Sportpark      | 962            |                    | [ 47 ]         |
| 26.10.2024 | 19:00          | TJ Sokol V/Post SV Wien                | 3:1 (23:25, 30:28, 25:15, 25:20)        | VCA Amstetten Niederösterreich         | Posthalle                 | 144            | Jakub Kočvara      | [ 48 ]         |
| 26.10.2024 | 19:00          | Union Raiffeisen Waldviertel           | 0:3 (18:25, 22:25, 17:25)               | UVC McDonalds Ried/Innkreis            | Stadthalle Zwettl         | 412            | Ondřej Piskáček    | [ 49 ]         |
| 5. KOLEJKA |                |                                        |                                         |                                        |                           |                |                    |                |
| 31.10.2024 | 20:00          | UVC McDonalds Ried/Innkreis            | 3:2 (25:18, 21:25, 26:24, 22:25, 15:11) | UVC Holding Graz                       | Raiffeisen Volleydome     | 270            | Jonas Mürzl        | [ 50 ]         |
| 2.11.2024 | 19:30          | TSV Raiffeisen Hartberg                | 3:1 (25:22, 21:25, 25:21, 25:14)        | Union Raiffeisen Waldviertel           | Stadtwerke Hartberg-Halle | bd.            | Maximilian Thaller | [ 51 ]         |
| 1.11.2024 | 19:00          | Sportunion z+p St. Pölten              | 0:3 (18:25, 20:25, 18:25)               | TJ Sokol V/Post SV Wien                | Volksschule Kilb          | 83             | Jakub Kočvara      | [ 52 ]         |
| 2.11.2024 | 17:35          | SK Zadruga Aich/Dob                    | 0:3 (20:25, 18:25, 19:25)               | Hypo Tirol Volleyballteam              | JUFA Arena                | 264            | Robert Viiber      | [ 53 ]         |
| 10.11.2024 | 16:30          | VCA Amstetten Niederösterreich         | 3:0 (25:22, 25:20, 25:23)               | VBK Kelag Wörther-See-Löwen Klagenfurt | Johann Pölz Halle         | 113            | Alexander Spring   | [ 54 ]         |
| 6. KOLEJKA |                |                                        |                                         |                                        |                           |                |                    |                |
| 10.11.2024 | 18:30          | TSV Raiffeisen Hartberg                | 3:0 (25:19, 25:17, 25:15)               | TJ Sokol V/Post SV Wien                | Stadtwerke Hartberg-Halle | 380            | Lukas Glatz        | [ 55 ]         |
| 9.11.2024 | 18:00          | UVC McDonalds Ried/Innkreis            | 3:0 (25:21, 25:19, 25:22)               | SK Zadruga Aich/Dob                    | Raiffeisen Volleydome     | 502            | Ondřej Piskáček    | [ 56 ]         |
| 9.11.2024 | 17:00          | UVC Holding Graz                       | 3:0 (25:18, 25:17, 25:17)               | Sportunion z+p St. Pölten              | Raiffeisen Sportpark      | 261            | Arwin Kopschar     | [ 57 ]         |
| 9.11.2024 | 18:00          | Hypo Tirol Volleyballteam              | 3:0 (25:14, 25:16, 25:18)               | VCA Amstetten Niederösterreich         | USI – Halle 40            | 140            | Kyle Hobus         | [ 58 ]         |
| 9.11.2024 | 19:00          | Union Raiffeisen Waldviertel           | 3:0 (25:21, 25:21, 25:21)               | VBK Kelag Wörther-See-Löwen Klagenfurt | Stadthalle Zwettl         | 382            | Niklas Stooß       | [ 59 ]         |
| 7. KOLEJKA |                |                                        |                                         |                                        |                           |                |                    |                |
| 16.11.2024 | 19:00          | SK Zadruga Aich/Dob                    | 3:2 (23:25, 19:25, 29:27, 25:22, 15:9)  | UVC Holding Graz                       | JUFA Arena                | 614            | Bryan Martínez     | [ 60 ]         |
| 16.11.2024 | 17:00          | VBK Kelag Wörther-See-Löwen Klagenfurt | 0:3 (18:25, 19:25, 23:25)               | TSV Raiffeisen Hartberg                | Sportpark Halle           | 100            | Maximilian Thaller | [ 61 ]         |
| 17.11.2024 | 16:30          | VCA Amstetten Niederösterreich         | 0:3 (18:25, 21:25, 18:25)               | Union Raiffeisen Waldviertel           | Johann Pölz Halle         | 94             | Niklas Stooß       | [ 62 ]         |
| 16.11.2024 | 19:00          | TJ Sokol V/Post SV Wien                | 0:3 (32:34, 22:25, 19:25)               | Hypo Tirol Volleyballteam              | Posthalle                 | 173            | Robert Viiber      | [ 63 ]         |
| 16.11.2024 | 18:00          | UVC McDonalds Ried/Innkreis            | 3:0 (25:19, 25:16, 25:22)               | Sportunion z+p St. Pölten              | Raiffeisen Volleydome     | 283            | Ondřej Piskáček    | [ 64 ]         |
| 8. KOLEJKA |                |                                        |                                         |                                        |                           |                |                    |                |
| 23.11.2024 | 18:00          | Hypo Tirol Volleyballteam              | 3:0 (25:20, 25:17, 25:21)               | UVC McDonalds Ried/Innkreis            | USI – Halle 40            | 153            | Robert Viiber      | [ 65 ]         |
| 23.11.2024 | 19:00          | Union Raiffeisen Waldviertel           | 3:1 (25:22, 25:16, 21:25, 25:21)        | UVC Holding Graz                       | Stadthalle Zwettl         | 561            | Matej Ivić         | [ 66 ]         |
| 24.11.2024 | 18:00          | TSV Raiffeisen Hartberg                | 3:2 (28:26, 20:25, 25:16, 22:25, 15:11) | SK Zadruga Aich/Dob                    | Stadtwerke Hartberg-Halle | 364            | Lukas Glatz        | [ 67 ]         |
| 13.12.2024 | 19:00          | VCA Amstetten Niederösterreich         | 1:3 (19:25, 25:20, 22:25, 20:25)        | Sportunion z+p St. Pölten              | Johann Pölz Halle         | 82             | Matthias Köstler   | [ 68 ]         |
| 23.11.2024 | 17:00          | VBK Kelag Wörther-See-Löwen Klagenfurt | 2:3 (25:19, 25:23, 18:25, 23:25, 13:15) | TJ Sokol V/Post SV Wien                | Sportpark Halle           | 98             | Jakub Kočvara      | [ 69 ]         |
| 9. KOLEJKA |                |                                        |                                         |                                        |                           |                |                    |                |
| 30.11.2024 | 18:00          | UVC McDonalds Ried/Innkreis            | 1:3 (25:27, 27:29, 25:21, 22:25)        | TSV Raiffeisen Hartberg                | Raiffeisen Volleydome     | 280            | Maximilian Thaller | [ 70 ]         |
| 29.11.2024 | 19:00          | UVC Holding Graz                       | 1:3 (23:25, 19:25, 28:26, 24:26)        | Hypo Tirol Volleyballteam              | Raiffeisen Sportpark      | 431            | Robert Viiber      | [ 71 ]         |
| 30.11.2024 | 19:00          | TJ Sokol V/Post SV Wien                | 2:3 (17:25, 25:20, 25:17, 20:25, 14:16) | Union Raiffeisen Waldviertel           | Posthalle                 | 127            | Matej Ivić         | [ 72 ]         |
| 30.11.2024 | 19:00          | SK Zadruga Aich/Dob                    | 3:1 (15:25, 27:25, 25:16, 25:20)        | VCA Amstetten Niederösterreich         | JUFA Arena                | 237            | Bryan Martínez     | [ 73 ]         |
| 1.12.2024 | 16:00          | Sportunion z+p St. Pölten              | 3:1 (20:25, 25:21, 25:23, 25:21)        | VBK Kelag Wörther-See-Löwen Klagenfurt | Volksschule Kilb          | 80             | Matthias Köstler   | [ 74 ]         |
| 10. KOLEJKA |                |                                        |                                         |                                        |                           |                |                    |                |
| 8.12.2024 | 17:30          | VCA Amstetten Niederösterreich         | 2:3 (15:25, 20:25, 26:24, 25:17, 12:15) | UVC McDonalds Ried/Innkreis            | Johann Pölz Halle         | 135            | Markus Berger      | [ 75 ]         |
| 8.12.2024 | 18:00          | Sportunion z+p St. Pölten              | 0:3 (15:25, 18:25, 14:25)               | TSV Raiffeisen Hartberg                | Volksschule Kilb          | 87             | Lukas Glatz        | [ 76 ]         |
| 7.12.2024 | 19:00          | Union Raiffeisen Waldviertel           | 1:3 (20:25, 15:25, 25:20, 19:25)        | SK Zadruga Aich/Dob                    | Stadthalle Zwettl         | 498            | Henrique Adami     | [ 77 ]         |
| 7.12.2024 | 17:00          | VBK Kelag Wörther-See-Löwen Klagenfurt | 0:3 (21:25, 16:25, 18:25)               | Hypo Tirol Volleyballteam              | Sportpark Halle           | 92             | Jacob Kitzinger    | [ 78 ]         |
| 7.12.2024 | 16:30          | TJ Sokol V/Post SV Wien                | 0:3 (19:25, 14:25, 24:26)               | UVC Holding Graz                       | Posthalle                 | 47             | Arwin Kopschar     | [ 79 ]         |
| 11. KOLEJKA |                |                                        |                                         |                                        |                           |                |                    |                |
| 14.12.2024 | 19:00          | SK Zadruga Aich/Dob                    | 3:1 (24:26, 25:21, 25:17, 25:18)        | Sportunion z+p St. Pölten              | JUFA Arena                | 234            | Carlos Charles     | [ 80 ]         |
| 14.12.2024 | 19:30          | TSV Raiffeisen Hartberg                | 3:2 (23:25, 25:20, 25:18, 22:25, 15:7)  | VCA Amstetten Niederösterreich         | Stadtwerke Hartberg-Halle | 255            | Lukas Glatz        | [ 81 ]         |
| 14.12.2024 | 18:00          | UVC McDonalds Ried/Innkreis            | 3:0 (25:23, 25:15, 25:13)               | TJ Sokol V/Post SV Wien                | Raiffeisen Volleydome     | 197            | Borys Żukow        | [ 82 ]         |
| 14.12.2024 | 17:30          | UVC Holding Graz                       | 3:0 (25:17, 25:20, 25:20)               | VBK Kelag Wörther-See-Löwen Klagenfurt | Raiffeisen Sportpark      | 273            | Arwin Kopschar     | [ 83 ]         |
| 14.12.2024 | 20:20          | Hypo Tirol Volleyballteam              | 3:0 (25:19, 25:21, 25:19)               | Union Raiffeisen Waldviertel           | OlympiaWorld              | 500            | Robert Viiber      | [ 84 ]         |
| 12. KOLEJKA |                |                                        |                                         |                                        |                           |                |                    |                |
| 21.12.2024 | 19:00          | TJ Sokol V/Post SV Wien                | 0:3 (18:25, 19:25, 22:25)               | SK Zadruga Aich/Dob                    | Posthalle                 | 107            | Henrique Adami     | [ 85 ]         |
| 21.12.2024 | 19:00          | Union Raiffeisen Waldviertel           | 3:0 (27:25, 25:20, 34:32)               | Sportunion z+p St. Pölten              | Stadthalle Zwettl         | 492            | Niklas Stooß       | [ 86 ]         |
| 21.12.2024 | 17:00          | VBK Kelag Wörther-See-Löwen Klagenfurt | 1:3 (25:21, 18:25, 14:25, 15:25)        | UVC McDonalds Ried/Innkreis            | Sportpark Halle           | 114            | Tomasz Rutecki     | [ 87 ]         |
| 21.12.2024 | 18:00          | Hypo Tirol Volleyballteam              | 3:0 (25:17, 26:24, 25:23)               | TSV Raiffeisen Hartberg                | USI – Halle 40            | 400            | Adam Provazník     | [ 88 ]         |
| 21.12.2024 | 20:00          | UVC Holding Graz                       | 3:1 (21:25, 25:13, 25:15, 25:22)        | VCA Amstetten Niederösterreich         | Raiffeisen Sportpark      | 315            | Niklas Steiner     | [ 89 ]         |
| 13. KOLEJKA |                |                                        |                                         |                                        |                           |                |                    |                |
| 6.01.2025 | 16:00          | Sportunion z+p St. Pölten              | 0:3 (18:25, 17:25, 16:25)               | Hypo Tirol Volleyballteam              | Sporthalle (Pöchlarn)     | 100            | Pedro Frances      | [ 90 ]         |
| 4.01.2025 | 19:00          | SK Zadruga Aich/Dob                    | 3:1 (27:25, 23:25, 25:21, 25:16)        | VBK Kelag Wörther-See-Löwen Klagenfurt | JUFA Arena                | 263            | Henrique Adami     | [ 91 ]         |
| 5.01.2025 | 18:00          | TSV Raiffeisen Hartberg                | 3:1 (25:20, 19:25, 25:14, 25:18)        | UVC Holding Graz                       | Stadtwerke Hartberg-Halle | 721            | Maximilian Thaller | [ 92 ]         |
| 19.01.2025 | 16:30          | VCA Amstetten Niederösterreich         | 3:0 (25:20, 26:24, 28:26)               | TJ Sokol V/Post SV Wien                | Johann Pölz Halle         | 85             | Bálint Kecskeméti  | [ 93 ]         |
| 6.01.2025 | 18:00          | UVC McDonalds Ried/Innkreis            | 3:2 (25:21, 20:25, 20:25, 27:25, 15:9)  | Union Raiffeisen Waldviertel           | Raiffeisen Volleydome     | 487            | Stephan Langwieser | [ 94 ]         |
| 14. KOLEJKA |                |                                        |                                         |                                        |                           |                |                    |                |
| 11.01.2025 | 19:00          | UVC Holding Graz                       | 2:3 (23:25, 22:25, 25:16, 25:16, 13:15) | UVC McDonalds Ried/Innkreis            | Raiffeisen Sportpark      | 361            | Borys Żukow        | [ 95 ]         |
| 12.01.2025 | 17:00          | Union Raiffeisen Waldviertel           | 1:3 (25:22, 15:25, 16:25, 22:25)        | TSV Raiffeisen Hartberg                | Stadthalle Zwettl         | 496            | Maximilian Thaller | [ 96 ]         |
| 11.01.2025 | 19:00          | TJ Sokol V/Post SV Wien                | 3:2 (18:25, 25:14, 22:25, 25:21, 15:6)  | Sportunion z+p St. Pölten              | Posthalle                 | 89             | Tobias Ofner       | [ 97 ]         |
| 11.01.2025 | 18:00          | Hypo Tirol Volleyballteam              | 3:1 (25:23, 25:27, 25:14, 25:19)        | SK Zadruga Aich/Dob                    | OlympiaWorld              | 364            | Kyle Hobus         | [ 98 ]         |
| 11.01.2025 | 17:00          | VBK Kelag Wörther-See-Löwen Klagenfurt | 2:3 (22:25, 25:20, 19:25, 25:22, 9:15)  | VCA Amstetten Niederösterreich         | Sportpark Halle           | 123            | Bálint Kecskeméti  | [ 99 ]         |
| 15. KOLEJKA |                |                                        |                                         |                                        |                           |                |                    |                |
| 18.01.2025 | 19:00          | TJ Sokol V/Post SV Wien                | 0:3 (20:25, 22:25, 23:25)               | TSV Raiffeisen Hartberg                | Posthalle                 | 127            | Lukas Glatz        | [ 100 ]        |
| 18.01.2025 | 19:00          | SK Zadruga Aich/Dob                    | 3:0 (25:15, 25:17, 25:21)               | UVC McDonalds Ried/Innkreis            | JUFA Arena                | 461            | Henrique Adami     | [ 101 ]        |
| 18.01.2025 | 19:00          | Sportunion z+p St. Pölten              | 0:3 (19:25, 22:25, 19:25)               | UVC Holding Graz                       | Volksschule Kilb          | 70             | José Jardim        | [ 102 ]        |
| 18.01.2025 | 18:30          | VCA Amstetten Niederösterreich         | 0:3 (18:25, 16:25, 21:25)               | Hypo Tirol Volleyballteam              | Johann Pölz Halle         | 47             | Niklas Kronthaler  | [ 103 ]        |
| 17.01.2025 | 19:00          | VBK Kelag Wörther-See-Löwen Klagenfurt | 0:3 (20:25, 16:25, 21:25)               | Union Raiffeisen Waldviertel           | Sportpark Halle           | 73             | Paul Nusterer      | [ 104 ]        |
| 16. KOLEJKA |                |                                        |                                         |                                        |                           |                |                    |                |
| 25.01.2025 | 20:00          | UVC Holding Graz                       | 3:1 (25:17, 25:22, 16:25, 25:23)        | SK Zadruga Aich/Dob                    | Raiffeisen Sportpark      | 451            | Benedikt Sablatnig | [ 105 ]        |
| 26.01.2025 | 18:30          | TSV Raiffeisen Hartberg                | 3:0 (25:22, 25:18, 25:15)               | VBK Kelag Wörther-See-Löwen Klagenfurt | Stadtwerke Hartberg-Halle | 421            | Lukas Glatz        | [ 106 ]        |
| 25.01.2025 | 19:00          | Union Raiffeisen Waldviertel           | 1:3 (24:26, 25:14, 29:31, 16:25)        | VCA Amstetten Niederösterreich         | Stadthalle Zwettl         | 402            | Igor Gniecki       | [ 107 ]        |
| 25.01.2025 | 18:00          | Hypo Tirol Volleyballteam              | 3:0 (25:20, 25:22, 25:14)               | TJ Sokol V/Post SV Wien                | USI – Halle 40            | 123            | Robert Viiber      | [ 108 ]        |
| 26.01.2025 | 18:00          | Sportunion z+p St. Pölten              | 1:3 (24:26, 25:22, 18:25, 20:25)        | UVC McDonalds Ried/Innkreis            | Volksschule Kilb          | 40             | Hannes Langwieser  | [ 109 ]        |
| 17. KOLEJKA |                |                                        |                                         |                                        |                           |                |                    |                |
| 1.02.2025 | 18:00          | UVC McDonalds Ried/Innkreis            | 0:3 (21:25, 27:29, 22:25)               | Hypo Tirol Volleyballteam              | Raiffeisen Volleydome     | 700            | Robert Viiber      | [ 110 ]        |
| 2.02.2025 | 16:00          | UVC Holding Graz                       | 3:1 (25:22, 20:25, 25:21, 25:23)        | Union Raiffeisen Waldviertel           | Raiffeisen Sportpark      | 472            | José Jardim        | [ 111 ]        |
| 1.02.2025 | 19:00          | SK Zadruga Aich/Dob                    | 3:0 (25:20, 25:20, 25:22)               | TSV Raiffeisen Hartberg                | JUFA Arena                | 687            | Vitor Yudi         | [ 112 ]        |
| 1.02.2025 | 19:00          | Sportunion z+p St. Pölten              | 2:3 (20:25, 25:18, 21:25, 25:19, 12:15) | VCA Amstetten Niederösterreich         | Volksschule Kilb          | 125            | Valentino Decker   | [ 113 ]        |
| 1.02.2025 | 16:30          | TJ Sokol V/Post SV Wien                | 3:0 (25:17, 25:15, 25:20)               | VBK Kelag Wörther-See-Löwen Klagenfurt | Posthalle                 | 80             | Karlo Jakovac      | [ 114 ]        |
| 18. KOLEJKA |                |                                        |                                         |                                        |                           |                |                    |                |
| 8.02.2025 | 18:00          | TSV Raiffeisen Hartberg                | 3:0 (25:21, 28:26, 25:19)               | UVC McDonalds Ried/Innkreis            | Stadtwerke Hartberg-Halle | 301            | Maximilian Thaller | [ 115 ]        |
| 8.02.2025 | 18:00          | Hypo Tirol Volleyballteam              | 3:0 (25:20, 25:10, 25:17)               | UVC Holding Graz                       | USI – Halle 40            | 200            | Robert Viiber      | [ 116 ]        |
| 8.02.2025 | 19:00          | Union Raiffeisen Waldviertel           | 3:2 (25:23, 25:17, 23:25, 22:25, 21:19) | TJ Sokol V/Post SV Wien                | Stadthalle Zwettl         | 484            | Matej Ivić         | [ 117 ]        |
| 9.02.2025 | 16:30          | VCA Amstetten Niederösterreich         | 0:3 (18:25, 20:25, 23:25)               | SK Zadruga Aich/Dob                    | Johann Pölz Halle         | 70             | Carlos Charles     | [ 118 ]        |
| 8.02.2025 | 17:00          | VBK Kelag Wörther-See-Löwen Klagenfurt | 2:3 (25:18, 23:25, 25:14, 23:25, 8:15)  | Sportunion z+p St. Pölten              | Sportpark Halle           | 69             | Leon Weber         | [ 119 ]        |
| Godziny do 27 października 2024 roku podane są według strefy czasowej UTC+2, a od 27 października 2024 roku według strefy czasowej UTC+1. Źródło: |                |                                        |                                         |                                        |                           |                |                    |                |

### Tabela
| Lp.                           | Drużyna                                | Pkt | Mecze | Mecze | Mecze | Rodzaj wyniku | Rodzaj wyniku | Rodzaj wyniku | Rodzaj wyniku | Rodzaj wyniku | Rodzaj wyniku | Sety | Sety | Sety  | Małe punkty | Małe punkty | Małe punkty |
| Lp.                           | Drużyna                                | Pkt | M     | W     | P     | 3:0           | 3:1           | 3:2           | 2:3           | 1:3           | 0:3           | wyg. | prz. | stos. | zdob.       | str.        | stos.       |
| ----------------------------- | -------------------------------------- | --- | ----- | ----- | ----- | ------------- | ------------- | ------------- | ------------- | ------------- | ------------- | ---- | ---- | ----- | ----------- | ----------- | ----------- |
| 1                             | Hypo Tirol Volleyballteam              | 54  | 18    | 18    | 0     | 15            | 3             | 0             | 0             | 0             | 0             | 54   | 3    | 18    | 1445        | 1127        | 1.28        |
| 2                             | TSV Raiffeisen Hartberg                | 41  | 18    | 15    | 3     | 6             | 5             | 4             | 0             | 0             | 3             | 45   | 22   | 2.05  | 1573        | 1396        | 1.13        |
| 3                             | SK Zadruga Aich/Dob                    | 38  | 18    | 13    | 5     | 7             | 4             | 2             | 1             | 2             | 2             | 43   | 23   | 1.87  | 1528        | 1403        | 1.09        |
| 4                             | UVC McDonalds Ried/Innkreis            | 35  | 18    | 13    | 5     | 6             | 3             | 4             | 0             | 1             | 4             | 40   | 26   | 1.54  | 1506        | 1413        | 1.07        |
| 5                             | UVC Holding Graz                       | 31  | 18    | 9     | 9     | 5             | 3             | 1             | 5             | 3             | 1             | 40   | 32   | 1.25  | 1595        | 1532        | 1.04        |
| 6                             | Union Raiffeisen Waldviertel           | 24  | 18    | 8     | 10    | 4             | 2             | 2             | 2             | 6             | 2             | 34   | 36   | 0.94  | 1549        | 1582        | 0.98        |
| 7                             | VCA Amstetten Niederösterreich         | 18  | 18    | 6     | 12    | 2             | 1             | 3             | 3             | 4             | 5             | 28   | 43   | 0.65  | 1488        | 1625        | 0.92        |
| 8                             | TJ Sokol V/Post SV Wien                | 16  | 18    | 5     | 13    | 2             | 1             | 2             | 3             | 1             | 9             | 22   | 44   | 0.5   | 1396        | 1494        | 0.93        |
| 9                             | Sportunion z+p St. Pölten              | 10  | 18    | 3     | 15    | 0             | 2             | 1             | 2             | 4             | 9             | 17   | 49   | 0.35  | 1315        | 1564        | 0.84        |
| 10                            | VBK Kelag Wörther-See-Löwen Klagenfurt | 3   | 18    | 0     | 18    | 0             | 0             | 0             | 3             | 3             | 12            | 9    | 54   | 0.17  | 1243        | 1502        | 0.83        |
| Legenda: faza play-off baraże |                                        |     |       |       |       |               |               |               |               |               |               |      |      |       |             |             |             |

Źródło: 
Punktacja: 3:0 i 3:1 – 3 pkt; 3:2 – 2 pkt; 2:3 – 1 pkt; 1:3 i 0:3 – 0 pkt
Zasady ustalania kolejności: zob. sekcję powyżej

## Faza play-off
Godziny do 30 marca 2025 roku podane są według strefy czasowej UTC+1, a od 30 marca 2025 roku według strefy czasowej UTC+2.

### Drabinka
|  |              |                                |              |                         |              |              |              |   |                           |                  |                  |           |                     |                     |                     |                    |                    |                    |                    |                    |                    |        |        |        |        |
|  | Ćwierćfinały | Ćwierćfinały                   | Ćwierćfinały | Ćwierćfinały            | Ćwierćfinały | Ćwierćfinały | Ćwierćfinały |   |                           | Półfinały        | Półfinały        | Półfinały | Półfinały           | Półfinały           | Półfinały           | Półfinały          |                    |                    | Finały             | Finały             | Finały             | Finały | Finały | Finały | Finały |
|  | Ćwierćfinały | Ćwierćfinały                   | Ćwierćfinały | Ćwierćfinały            | Ćwierćfinały | Ćwierćfinały | Ćwierćfinały |   |                           | Półfinały        | Półfinały        | Półfinały | Półfinały           | Półfinały           | Półfinały           | Półfinały          |                    |                    | Finały             | Finały             | Finały             | Finały | Finały | Finały | Finały |
|  |              |                                |              |                         |              |              |              |   |                           |                  |                  |           |                     |                     |                     |                    |                    |                    |                    |                    |                    |        |        |        |        |
|  |              |                                |              |                         |              |              |              |   |                           |                  |                  |           |                     |                     |                     |                    |                    |                    |                    |                    |                    |        |        |        |        |
|  | 1            | Hypo Tirol Volleyballteam      | 3            | 3                       | 3            |              |              |   |                           |                  |                  |           |                     |                     |                     |                    |                    |                    |                    |                    |                    |        |        |        |        |
|  | 1            | Hypo Tirol Volleyballteam      | 3            | 3                       | 3            |              |              |   |                           |                  |                  |           |                     |                     |                     |                    |                    |                    |                    |                    |                    |        |        |        |        |
|  | 8            | TJ Sokol V/Post SV Wien        | 0            | 0                       | 0            |              |              |   |                           |                  |                  |           |                     |                     |                     |                    |                    |                    |                    |                    |                    |        |        |        |        |
|  | 8            | TJ Sokol V/Post SV Wien        | 0            | 0                       | 0            |              |              | 1 | Hypo Tirol Volleyballteam | 3                | 3                | 3         |                     |                     |                     |                    |                    |                    |                    |                    |                    |        |        |        |        |
|  |              |                                |              |                         |              |              |              | 1 | Hypo Tirol Volleyballteam | 3                | 3                | 3         |                     |                     |                     |                    |                    |                    |                    |                    |                    |        |        |        |        |
|  |              |                                | 6            | UVC Holding Graz        | 0            | 0            | 0            |   |                           |                  |                  |           |                     |                     |                     |                    |                    |                    |                    |                    |                    |        |        |        |        |
|  | 4            | UVC McDonalds Ried/Innkreis    | 6            | UVC Holding Graz        | 0            | 0            | 0            | 0 | 0                         | 1                |                  |           |                     |                     |                     |                    |                    |                    |                    |                    |                    |        |        |        |        |
|  | 4            | UVC McDonalds Ried/Innkreis    |              |                         |              |              |              |   |                           |                  |                  |           |                     |                     |                     |                    |                    |                    |                    |                    |                    |        |        |        |        |
|  | 5            | UVC Holding Graz               | 3            | 3                       | 3            |              |              |   |                           |                  |                  |           |                     |                     |                     |                    |                    |                    |                    |                    |                    |        |        |        |        |
|  | 5            | UVC Holding Graz               | 3            | 3                       | 3            |              |              | 1 | Hypo Tirol Volleyballteam | 3                | 3                | 3         | 3                   |                     |                     |                    |                    |                    |                    |                    |                    |        |        |        |        |
|  |              |                                |              |                         |              |              |              |   |                           |                  |                  |           |                     |                     |                     |                    |                    |                    |                    |                    |                    |        |        |        |        |
|  |              |                                | 2            | TSV Raiffeisen Hartberg | 0            | 0            | 0            | 0 |                           |                  |                  |           |                     |                     |                     |                    |                    |                    |                    |                    |                    |        |        |        |        |
|  | 2            | TSV Raiffeisen Hartberg        | 2            | TSV Raiffeisen Hartberg | 0            | 0            | 0            | 0 | 3                         | 3                | 3                |           |                     |                     |                     |                    |                    |                    |                    |                    |                    |        |        |        |        |
|  | 2            | TSV Raiffeisen Hartberg        |              |                         |              |              |              |   |                           |                  |                  |           |                     |                     |                     |                    |                    |                    |                    |                    |                    |        |        |        |        |
|  | 7            | VCA Amstetten Niederösterreich | 1            | 0                       | 0            |              |              |   |                           |                  |                  |           |                     |                     |                     |                    |                    |                    |                    |                    |                    |        |        |        |        |
|  | 7            | VCA Amstetten Niederösterreich | 1            | 0                       | 0            |              |              | 2 | TSV Raiffeisen Hartberg   | 3                | 3                | 1         | 3                   |                     | Mecze o 3. miejsce  | Mecze o 3. miejsce | Mecze o 3. miejsce | Mecze o 3. miejsce | Mecze o 3. miejsce | Mecze o 3. miejsce | Mecze o 3. miejsce |        |        |        |        |
|  |              |                                |              |                         |              |              |              | 2 | TSV Raiffeisen Hartberg   | 3                | 3                | 1         | 3                   |                     | Mecze o 3. miejsce  | Mecze o 3. miejsce | Mecze o 3. miejsce | Mecze o 3. miejsce | Mecze o 3. miejsce | Mecze o 3. miejsce | Mecze o 3. miejsce |        |        |        |        |
|  |              |                                | 3            | SK Zadruga Aich/Dob     | 1            | 1            | 3            | 1 |                           |                  |                  |           |                     |                     |                     |                    |                    |                    |                    |                    |                    |        |        |        |        |
|  | 3            | SK Zadruga Aich/Dob            | 3            | SK Zadruga Aich/Dob     | 1            | 1            | 3            | 1 | 3                         | 3                | 3                |           |                     |                     |                     |                    |                    |                    |                    |                    |                    |        |        |        |        |
|  | 3            | SK Zadruga Aich/Dob            |              |                         |              |              |              |   |                           |                  |                  | 3         | SK Zadruga Aich/Dob | SK Zadruga Aich/Dob | SK Zadruga Aich/Dob | 3                  | 3                  |                    |                    |                    |                    |        |        |        |        |
|  | 6            | Union Raiffeisen Waldviertel   | 1            | 2                       | 0            |              |              |   |                           |                  |                  | 3         | SK Zadruga Aich/Dob | SK Zadruga Aich/Dob | SK Zadruga Aich/Dob | 3                  | 3                  |                    |                    |                    |                    |        |        |        |        |
|  | 6            | Union Raiffeisen Waldviertel   | 1            | 2                       | 0            |              |              | 5 | UVC Holding Graz          | UVC Holding Graz | UVC Holding Graz | 2         | 1                   |                     |                     |                    |                    |                    |                    |                    |                    |        |        |        |        |
|  |              |                                |              |                         |              |              |              | 5 | UVC Holding Graz          | UVC Holding Graz | UVC Holding Graz | 2         | 1                   |                     |                     |                    |                    |                    |                    |                    |                    |        |        |        |        |

|  |                         |                                |                         |                              |                         |                    |     |                    |                             |                    |                    |                    |
|  | Półfinały o miejsca 5-8 | Półfinały o miejsca 5-8        | Półfinały o miejsca 5-8 | Półfinały o miejsca 5-8      | Półfinały o miejsca 5-8 |                    |     | Mecze o 5. miejsce | Mecze o 5. miejsce          | Mecze o 5. miejsce | Mecze o 5. miejsce | Mecze o 5. miejsce |
|  | Półfinały o miejsca 5-8 | Półfinały o miejsca 5-8        | Półfinały o miejsca 5-8 | Półfinały o miejsca 5-8      | Półfinały o miejsca 5-8 |                    |     | Mecze o 5. miejsce | Mecze o 5. miejsce          | Mecze o 5. miejsce | Mecze o 5. miejsce | Mecze o 5. miejsce |
|  |                         |                                |                         |                              |                         |                    |     |                    |                             |                    |                    |                    |
|  |                         |                                |                         |                              |                         |                    |     |                    |                             |                    |                    |                    |
|  | 4                       | UVC McDonalds Ried/Innkreis    | 1                       | 3                            | [3] (15)                |                    |     |                    |                             |                    |                    |                    |
|  | 4                       | UVC McDonalds Ried/Innkreis    | 1                       | 3                            | [3] (15)                |                    |     |                    |                             |                    |                    |                    |
|  | 8                       | TJ Sokol V/Post SV Wien        | 3                       | 0                            | [3] (9)                 |                    |     |                    |                             |                    |                    |                    |
|  | 8                       | TJ Sokol V/Post SV Wien        | 3                       | 0                            | [3] (9)                 |                    |     | 4                  | UVC McDonalds Ried/Innkreis | 3                  | 3                  | [5]                |
|  |                         |                                |                         |                              |                         |                    |     | 4                  | UVC McDonalds Ried/Innkreis | 3                  | 3                  | [5]                |
|  |                         |                                | 6                       | Union Raiffeisen Waldviertel | 0                       | 2                  | [1] |                    |                             |                    |                    |                    |
|  | 6                       | Union Raiffeisen Waldviertel   | 6                       | Union Raiffeisen Waldviertel | 0                       | 2                  | [1] | 3                  | 3                           | [5]                |                    |                    |
|  | 6                       | Union Raiffeisen Waldviertel   |                         |                              |                         |                    |     |                    |                             | [5]                |                    |                    |
|  | 7                       | VCA Amstetten Niederösterreich | 2                       | 1                            | [1]                     |                    |     |                    |                             |                    |                    |                    |
|  | 7                       | VCA Amstetten Niederösterreich | 2                       | 1                            | [1]                     | Mecze o 7. miejsce |     |                    |                             |                    |                    |                    |
|  |                         |                                |                         |                              |                         |                    |     |                    |                             |                    |                    |                    |
|  |                         |                                |                         |                              |                         |                    |     |                    |                             |                    |                    |                    |
|  |                         |                                |                         |                              |                         |                    |     |                    |                             |                    |                    |                    |
|  | 7                       | VCA Amstetten Niederösterreich | 1                       | 3                            | [3] (13)                |                    |     |                    |                             |                    |                    |                    |
|  | 7                       | VCA Amstetten Niederösterreich | 1                       | 3                            | [3] (13)                |                    |     |                    |                             |                    |                    |                    |
|  | 8                       | TJ Sokol V/Post SV Wien        | 3                       | 0                            | [3] (15)                |                    |     |                    |                             |                    |                    |                    |
|  | 8                       | TJ Sokol V/Post SV Wien        | 3                       | 0                            | [3] (15)                |                    |     |                    |                             |                    |                    |                    |

Uwagi: W nawiasach kwadratowych podana jest liczba punktów zdobyta przez daną drużynę w dwumeczu, natomiast w nawiasach okrągłych – wynik złotego seta.

### Ćwierćfinały
Format: do trzech zwycięstw
| Data                            | Godz.                           | Gospodarz                       | Rezultat                                | Gość                               | Hala sportowa                      | Widzów                             | MVP                                | *                                  |
| ------------------------------- | ------------------------------- | ------------------------------- | --------------------------------------- | ---------------------------------- | ---------------------------------- | ---------------------------------- | ---------------------------------- | ---------------------------------- |
| Hypo Tirol Volleyballteam (1)   | Hypo Tirol Volleyballteam (1)   | Hypo Tirol Volleyballteam (1)   | 3 – 0                                   | (8) TJ Sokol V/Post SV Wien        | (8) TJ Sokol V/Post SV Wien        | (8) TJ Sokol V/Post SV Wien        | (8) TJ Sokol V/Post SV Wien        | (8) TJ Sokol V/Post SV Wien        |
| 22.02.2025                      | 17:00                           | Hypo Tirol Volleyballteam       | 3:0 (25:17, 25:14, 25:22)               | TJ Sokol V/Post SV Wien            | USI – Halle 40                     | 152                                | Kyle Hobus                         | [ 121 ]                            |
| 26.02.2025                      | 19:00                           | TJ Sokol V/Post SV Wien         | 0:3 (23:25, 12:25, 16:25)               | Hypo Tirol Volleyballteam          | Posthalle                          | 50                                 | Robert Viiber                      | [ 122 ]                            |
| 1.03.2025                       | 17:00                           | Hypo Tirol Volleyballteam       | 3:0 (25:16, 25:14, 25:19)               | TJ Sokol V/Post SV Wien            | USI – Halle 40                     | 123                                | Robert Viiber                      | [ 123 ]                            |
| UVC McDonalds Ried/Innkreis (4) | UVC McDonalds Ried/Innkreis (4) | UVC McDonalds Ried/Innkreis (4) | 0 – 3                                   | (5) UVC Holding Graz               | (5) UVC Holding Graz               | (5) UVC Holding Graz               | (5) UVC Holding Graz               | (5) UVC Holding Graz               |
| 23.02.2025                      | 20:20                           | UVC McDonalds Ried/Innkreis     | 0:3 (17:25, 23:25, 21:25)               | UVC Holding Graz                   | Raiffeisen Volleydome              | 487                                | Benedikt Sablatnig                 | [ 124 ]                            |
| 26.02.2025                      | 19:00                           | UVC Holding Graz                | 3:0 (25:20, 25:21, 26:24)               | UVC McDonalds Ried/Innkreis        | Raiffeisen Sportpark               | 411                                | Arwin Kopschar                     | [ 125 ]                            |
| 1.03.2025                       | 18:00                           | UVC McDonalds Ried/Innkreis     | 1:3 (20:25, 25:23, 22:25, 20:25)        | UVC Holding Graz                   | Raiffeisen Volleydome              | 429                                | Johannes Kratz                     | [ 126 ]                            |
| TSV Raiffeisen Hartberg (2)     | TSV Raiffeisen Hartberg (2)     | TSV Raiffeisen Hartberg (2)     | 3 – 0                                   | (7) VCA Amstetten Niederösterreich | (7) VCA Amstetten Niederösterreich | (7) VCA Amstetten Niederösterreich | (7) VCA Amstetten Niederösterreich | (7) VCA Amstetten Niederösterreich |
| 22.02.2025                      | 19:00                           | TSV Raiffeisen Hartberg         | 3:1 (25:15, 28:30, 25:22, 25:19)        | VCA Amstetten Niederösterreich     | Stadtwerke Hartberg-Halle          | 123                                | Lukas Glatz                        | [ 127 ]                            |
| 26.02.2025                      | 18:30                           | VCA Amstetten Niederösterreich  | 0:3 (24:26, 18:25, 18:25)               | TSV Raiffeisen Hartberg            | Johann Pölz Halle                  | 73                                 | Lukas Glatz                        | [ 128 ]                            |
| 2.03.2025                       | 18:30                           | TSV Raiffeisen Hartberg         | 3:0 (25:14, 25:13, 25:22)               | VCA Amstetten Niederösterreich     | Stadtwerke Hartberg-Halle          | 652                                | Lukas Glatz                        | [ 129 ]                            |
| SK Zadruga Aich/Dob (3)         | SK Zadruga Aich/Dob (3)         | SK Zadruga Aich/Dob (3)         | 3 – 0                                   | (6) Union Raiffeisen Waldviertel   | (6) Union Raiffeisen Waldviertel   | (6) Union Raiffeisen Waldviertel   | (6) Union Raiffeisen Waldviertel   | (6) Union Raiffeisen Waldviertel   |
| 22.02.2025                      | 19:00                           | SK Zadruga Aich/Dob             | 3:1 (21:25, 25:21, 25:20, 25:21)        | Union Raiffeisen Waldviertel       | JUFA Arena                         | 321                                | Noel Krassnig                      | [ 130 ]                            |
| 26.02.2025                      | 19:00                           | Union Raiffeisen Waldviertel    | 2:3 (25:18, 22:25, 18:25, 25:20, 11:15) | SK Zadruga Aich/Dob                | Stadthalle Zwettl                  | 421                                | Bryan Martínez                     | [ 131 ]                            |
| 1.03.2025                       | 18:00                           | SK Zadruga Aich/Dob             | 3:0 (25:17, 25:17, 25:17)               | Union Raiffeisen Waldviertel       | JUFA Arena                         | 196                                | Henrique Adami                     | [ 132 ]                            |
| Źródło:                         |                                 |                                 |                                         |                                    |                                    |                                    |                                    |                                    |

### Mecze o miejsca 5-8
Format: dwumecz z ewentualnym złotym setem
Punktacja: 3:0 i 3:1 – 3 pkt; 3:2 – 2 pkt; 2:3 – 1 pkt; 1:3 i 0:3 – 0 pkt

#### Półfinały o miejsca 5-8
| Data                             | Godz.                            | Gospodarz                        | Rezultat                                | Gość                               | Hala sportowa                      | Widzów                             | MVP                                | *                                  |
| -------------------------------- | -------------------------------- | -------------------------------- | --------------------------------------- | ---------------------------------- | ---------------------------------- | ---------------------------------- | ---------------------------------- | ---------------------------------- |
| UVC McDonalds Ried/Innkreis (4)  | UVC McDonalds Ried/Innkreis (4)  | UVC McDonalds Ried/Innkreis (4)  | 3 – 3                                   | (8) TJ Sokol V/Post SV Wien        | (8) TJ Sokol V/Post SV Wien        | (8) TJ Sokol V/Post SV Wien        | (8) TJ Sokol V/Post SV Wien        | (8) TJ Sokol V/Post SV Wien        |
| 22.03.2025                       | 19:00                            | TJ Sokol V/Post SV Wien          | 3:1 (25:18, 25:13, 16:25, 25:20)        | UVC McDonalds Ried/Innkreis        | Posthalle                          | 147                                | Tobias Ofner                       | [ 135 ]                            |
| 29.03.2025                       | 18:00                            | UVC McDonalds Ried/Innkreis      | 3:0 (25:20, 25:15, 25:12)               | TJ Sokol V/Post SV Wien            | Raiffeisen Volleydome              | 328                                | Borys Żukow                        | [ 136 ]                            |
|                                  |                                  | UVC McDonalds Ried/Innkreis      | złoty set: 15:9                         | TJ Sokol V/Post SV Wien            |                                    |                                    |                                    | [ 137 ]                            |
| Union Raiffeisen Waldviertel (6) | Union Raiffeisen Waldviertel (6) | Union Raiffeisen Waldviertel (6) | 5 – 1                                   | (7) VCA Amstetten Niederösterreich | (7) VCA Amstetten Niederösterreich | (7) VCA Amstetten Niederösterreich | (7) VCA Amstetten Niederösterreich | (7) VCA Amstetten Niederösterreich |
| 22.03.2025                       | 18:30                            | VCA Amstetten Niederösterreich   | 2:3 (23:25, 20:25, 27:25, 25:18, 11:15) | Union Raiffeisen Waldviertel       | Johann Pölz Halle                  | 97                                 | Illa Dowhy                         | [ 138 ]                            |
| 29.03.2025                       | 19:00                            | Union Raiffeisen Waldviertel     | 3:1 (25:21, 24:26, 25:21, 25:20)        | VCA Amstetten Niederösterreich     | Stadthalle Zwettl                  | 412                                | Niklas Stooß                       | [ 139 ]                            |
| Źródło:                          |                                  |                                  |                                         |                                    |                                    |                                    |                                    |                                    |

#### Mecze o 7. miejsce
| Data                               | Godz.                              | Gospodarz                          | Rezultat                         | Gość                           | Hala sportowa               | Widzów                      | MVP                         | *                           |
| ---------------------------------- | ---------------------------------- | ---------------------------------- | -------------------------------- | ------------------------------ | --------------------------- | --------------------------- | --------------------------- | --------------------------- |
| VCA Amstetten Niederösterreich (7) | VCA Amstetten Niederösterreich (7) | VCA Amstetten Niederösterreich (7) | 3 – 3                            | (8) TJ Sokol V/Post SV Wien    | (8) TJ Sokol V/Post SV Wien | (8) TJ Sokol V/Post SV Wien | (8) TJ Sokol V/Post SV Wien | (8) TJ Sokol V/Post SV Wien |
| 5.04.2025                          | 19:00                              | TJ Sokol V/Post SV Wien            | 3:1 (25:22, 17:25, 25:14, 25:11) | VCA Amstetten Niederösterreich | Posthalle                   | 100                         | Jakub Kočvara               | [ 140 ]                     |
| 11.04.2025                         | 18:30                              | VCA Amstetten Niederösterreich     | 3:0 (25:20, 25:22, 25:14)        | TJ Sokol V/Post SV Wien        | Johann Pölz Halle           | 74                          | Alexander Spring            | [ 141 ]                     |
|                                    |                                    | VCA Amstetten Niederösterreich     | złoty set: 13:15                 | TJ Sokol V/Post SV Wien        |                             |                             |                             | [ 142 ]                     |
| Źródło:                            |                                    |                                    |                                  |                                |                             |                             |                             |                             |

#### Mecze o 5. miejsce
| Data                            | Godz.                           | Gospodarz                       | Rezultat                                | Gość                             | Hala sportowa                    | Widzów                           | MVP                              | *                                |
| ------------------------------- | ------------------------------- | ------------------------------- | --------------------------------------- | -------------------------------- | -------------------------------- | -------------------------------- | -------------------------------- | -------------------------------- |
| UVC McDonalds Ried/Innkreis (4) | UVC McDonalds Ried/Innkreis (4) | UVC McDonalds Ried/Innkreis (4) | 5 – 1                                   | (6) Union Raiffeisen Waldviertel | (6) Union Raiffeisen Waldviertel | (6) Union Raiffeisen Waldviertel | (6) Union Raiffeisen Waldviertel | (6) Union Raiffeisen Waldviertel |
| 6.04.2025                       | 17:00                           | Union Raiffeisen Waldviertel    | 0:3 (16:25, 21:25, 23:25)               | UVC McDonalds Ried/Innkreis      | Stadthalle Zwettl                | 362                              | Markus Berger                    | [ 143 ]                          |
| 12.04.2025                      | 18:00                           | UVC McDonalds Ried/Innkreis     | 3:2 (21:25, 21:25, 25:18, 25:22, 16:14) | Union Raiffeisen Waldviertel     | Raiffeisen Volleydome            | 478                              | Felix Breit                      | [ 144 ]                          |
| Źródło:                         |                                 |                                 |                                         |                                  |                                  |                                  |                                  |                                  |

### Półfinały
Format: do trzech zwycięstw
| Data                          | Godz.                         | Gospodarz                     | Rezultat                         | Gość                      | Hala sportowa             | Widzów                  | MVP                     | *                       |
| ----------------------------- | ----------------------------- | ----------------------------- | -------------------------------- | ------------------------- | ------------------------- | ----------------------- | ----------------------- | ----------------------- |
| Hypo Tirol Volleyballteam (1) | Hypo Tirol Volleyballteam (1) | Hypo Tirol Volleyballteam (1) | 3 – 0                            | (5) UVC Holding Graz      | (5) UVC Holding Graz      | (5) UVC Holding Graz    | (5) UVC Holding Graz    | (5) UVC Holding Graz    |
| 22.03.2025                    | 17:00                         | Hypo Tirol Volleyballteam     | 3:0 (25:15, 25:17, 25:16)        | UVC Holding Graz          | USI – Halle 40            | 250                     | Robert Viiber           | [ 145 ]                 |
| 26.03.2025                    | 17:35                         | UVC Holding Graz              | 0:3 (21:25, 17:25, 27:29)        | Hypo Tirol Volleyballteam | Raiffeisen Sportpark      | 913                     | Robert Viiber           | [ 146 ]                 |
| 29.03.2025                    | 17:00                         | Hypo Tirol Volleyballteam     | 3:0 (25:16, 25:14, 25:23)        | UVC Holding Graz          | USI – Halle 40            | 350                     | Kyle Hobus              | [ 147 ]                 |
| TSV Raiffeisen Hartberg (2)   | TSV Raiffeisen Hartberg (2)   | TSV Raiffeisen Hartberg (2)   | 3 – 1                            | (3) SK Zadruga Aich/Dob   | (3) SK Zadruga Aich/Dob   | (3) SK Zadruga Aich/Dob | (3) SK Zadruga Aich/Dob | (3) SK Zadruga Aich/Dob |
| 22.03.2025                    | 17:00                         | TSV Raiffeisen Hartberg       | 3:1 (20:25, 25:23, 25:23, 25:23) | SK Zadruga Aich/Dob       | Stadtwerke Hartberg-Halle | 977                     | Lukas Glatz             | [ 148 ]                 |
| 26.03.2025                    | 19:00                         | SK Zadruga Aich/Dob           | 1:3 (25:20, 18:25, 21:25, 23:25) | TSV Raiffeisen Hartberg   | JUFA Arena                | 765                     | Tobias Willimek         | [ 149 ]                 |
| 29.03.2025                    | 19:15                         | TSV Raiffeisen Hartberg       | 1:3 (22:25, 22:25, 25:20, 22:25) | SK Zadruga Aich/Dob       | Stadtwerke Hartberg-Halle | 621                     | Noel Krassnig           | [ 150 ]                 |
| 2.04.2025                     | 19:30                         | SK Zadruga Aich/Dob           | 1:3 (24:26, 25:21, 24:26, 20:25) | TSV Raiffeisen Hartberg   | JUFA Arena                | 689                     | Matthias Glatz          | [ 151 ]                 |
| Źródło:                       |                               |                               |                                  |                           |                           |                         |                         |                         |

### Mecze o 3. miejsce
Format: do dwóch zwycięstw
| Data                    | Godz.                   | Gospodarz               | Rezultat                                | Gość                 | Hala sportowa        | Widzów               | MVP                  | *                    |
| ----------------------- | ----------------------- | ----------------------- | --------------------------------------- | -------------------- | -------------------- | -------------------- | -------------------- | -------------------- |
| SK Zadruga Aich/Dob (3) | SK Zadruga Aich/Dob (3) | SK Zadruga Aich/Dob (3) | 2 – 0                                   | (5) UVC Holding Graz | (5) UVC Holding Graz | (5) UVC Holding Graz | (5) UVC Holding Graz | (5) UVC Holding Graz |
| 12.04.2025              | 19:00                   | SK Zadruga Aich/Dob     | 3:2 (25:22, 21:25, 25:22, 21:25, 15:13) | UVC Holding Graz     | JUFA Arena           | 254                  | Jakub Klajmon        | [ 152 ]              |
| 20.04.2025              | 17:30                   | UVC Holding Graz        | 1:3 (25:12, 24:26, 19:25, 23:25)        | SK Zadruga Aich/Dob  | Raiffeisen Sportpark | 203                  | Bryan Martínez       | [ 153 ]              |
| Źródło:                 |                         |                         |                                         |                      |                      |                      |                      |                      |

### Finały
Format: do czterech zwycięstw
| Data                          | Godz.                         | Gospodarz                     | Rezultat                  | Gość                        | Hala sportowa               | Widzów                      | MVP                         | *                           |
| ----------------------------- | ----------------------------- | ----------------------------- | ------------------------- | --------------------------- | --------------------------- | --------------------------- | --------------------------- | --------------------------- |
| Hypo Tirol Volleyballteam (1) | Hypo Tirol Volleyballteam (1) | Hypo Tirol Volleyballteam (1) | 4 – 0                     | (2) TSV Raiffeisen Hartberg | (2) TSV Raiffeisen Hartberg | (2) TSV Raiffeisen Hartberg | (2) TSV Raiffeisen Hartberg | (2) TSV Raiffeisen Hartberg |
| 12.04.2025                    | 20:20                         | Hypo Tirol Volleyballteam     | 3:0 (25:14, 25:22, 25:17) | TSV Raiffeisen Hartberg     | USI – Halle 40              | 576                         | Niklas Kronthaler           | [ 154 ]                     |
| 16.04.2025                    | 20:20                         | TSV Raiffeisen Hartberg       | 0:3 (28:30, 19:25, 17:25) | Hypo Tirol Volleyballteam   | Stadtwerke Hartberg-Halle   | 950                         | Kyle Hobus                  | [ 155 ]                     |
| 19.04.2025                    | 20:20                         | Hypo Tirol Volleyballteam     | 3:0 (25:14, 25:22, 27:25) | TSV Raiffeisen Hartberg     | USI – Halle 40              | 720                         | Matěj Šmídl                 | [ 156 ]                     |
| 23.04.2025                    | 20:20                         | TSV Raiffeisen Hartberg       | 0:3 (14:25, 22:25, 24:26) | Hypo Tirol Volleyballteam   | Stadtwerke Hartberg-Halle   | 812                         | Kyle Hobus                  | [ 157 ]                     |
| Źródło:                       |                               |                               |                           |                             |                             |                             |                             |                             |

## Klasyfikacja końcowa
| Poz. | Drużyna                                | Uwagi                              |
| 1.   | Hypo Tirol Volleyballteam              | prawo udziału w el. Ligi Mistrzów  |
| 2.   | TSV Raiffeisen Hartberg                | prawo udziału w Pucharze CEV       |
| 3.   | SK Zadruga Aich/Dob                    | prawo udziału w Pucharze Challenge |
| 4.   | UVC Holding Graz                       | prawo udziału w Pucharze Challenge |
| 5.   | UVC McDonalds Ried/Innkreis            |                                    |
| 6.   | Union Raiffeisen Waldviertel           |                                    |
| 7.   | TJ Sokol V/Post SV Wien                |                                    |
| 8.   | VCA Amstetten Niederösterreich         |                                    |
| 9.   | Sportunion z+p St. Pölten              | baraże                             |
| 10.  | VBK Kelag Wörther-See-Löwen Klagenfurt | baraże                             |

Źródło: 

## Baraże

### Uczestnicy
| Drużyna                                | Wynik w sezonie 2024/2025                                       |
| -------------------------------------- | --------------------------------------------------------------- |
| Sportunion z+p St. Pölten              | 9. miejsce w powerfusion Volley League                          |
| VBK Kelag Wörther-See-Löwen Klagenfurt | 10. miejsce w powerfusion Volley League                         |
| hotVolleys Wien                        | 1. miejsce w grupie 1 fazy zasadniczej Austrian Volley League 2 |
| UNIONvolleys Bisamberg-Hollabrunn      | 2. miejsce w grupie 1 fazy zasadniczej Austrian Volley League 2 |
| HIB Volley Graz                        | 3. miejsce w grupie 2 fazy zasadniczej Austrian Volley League 2 |
| VBC TLC Weiz                           | 4. miejsce w grupie 2 fazy zasadniczej Austrian Volley League 2 |
| Źródło:                                |                                                                 |

Uwaga: W barażach brały udział zespoły, które uplasowały się na trzecim i czwartym miejscu w grupie 2 fazy zasadniczej Austrian Volley League 2, ponieważ dwie pierwsze pozycje w tej grupie zajęły drugie drużyny klubów UVC Holding Graz i SK Zadruga Aich/Dob. Zgodnie z regulaminem, w najwyższej klasie rozgrywkowej mógł uczestniczyć tylko jeden zespół z danego klubu.

### Hale sportowe
| Drużyna                           | Hala sportowa                                        | Miejscowość              |
| --------------------------------- | ---------------------------------------------------- | ------------------------ |
| HIB Volley Graz                   | Universitäts-Sportzentrum (USZ) Rosenhain            | Graz                     |
| hotVolleys Wien                   | Sporthalle Simmering                                 | Wiedeń                   |
| hotVolleys Wien                   | Sporthalle Brigittenau                               | Wiedeń                   |
| Sportunion z+p St. Pölten         | HTL St. Pölten                                       | St. Pölten               |
| Sportunion z+p St. Pölten         | Volksschule Kilb                                     | Kilb                     |
| UNIONvolleys Bisamberg-Hollabrunn | BG/BRG Korneuburg                                    | Korneuburg               |
| VBC TLC Weiz                      | Sporthalle 2 der Mittelschule (Offenburger Gasse 17) | Weiz                     |
| VBK Wörther-See-Löwen Klagenfurt  | Sportpark Halle                                      | Klagenfurt am Wörthersee |
| Źródło:                           |                                                      |                          |

### Tabela wyników
| Gospodarz \ Gość1                      | PÖL | KLA | HOT | BIS | HIB | WEI |
| -------------------------------------- | --- | --- | --- | --- | --- | --- |
| Sportunion z+p St. Pölten              | -   | 3:1 | 3:0 | 3:2 | 3:0 | 3:1 |
| VBK Kelag Wörther-See-Löwen Klagenfurt | 2:3 | -   | 3:1 | 3:1 | 3:1 | 3:0 |
| hotVolleys Wien                        | 0:3 | 0:3 | -   | 3:0 | 3:2 | 0:3 |
| UNIONvolleys Bisamberg-Hollabrunn      | 3:2 | 1:3 | 3:0 | -   | 3:1 | 3:0 |
| HIB Volley Graz                        | 1:3 | 0:3 | 2:3 | 1:3 | -   | 2:3 |
| VBC TLC Weiz                           | 0:3 | 1:3 | 3:2 | 3:2 | 3:2 | -   |

Źródło: 
1 Drużyna gospodarzy jest wymieniona po lewej stronie tabeli.
Kolory:
  zwycięstwo gospodarzy 3:0 lub 3:1
  zwycięstwo gospodarzy 3:2
  zwycięstwo gości 3:0 lub 3:1
  zwycięstwo gości 3:2

### Terminarz i wyniki spotkań
| WYNIKI SPOTKAŃ | WYNIKI SPOTKAŃ | WYNIKI SPOTKAŃ                         | WYNIKI SPOTKAŃ                          | WYNIKI SPOTKAŃ                         | WYNIKI SPOTKAŃ         | WYNIKI SPOTKAŃ | WYNIKI SPOTKAŃ        | WYNIKI SPOTKAŃ |
| Data | Godz.          | Gospodarz                              | Rezultat                                | Gość                                   | Hala sportowa          | Widzów         | MVP                   | *              |
| --- | -------------- | -------------------------------------- | --------------------------------------- | -------------------------------------- | ---------------------- | -------------- | --------------------- | -------------- |
| 12.10.2024 | 14:00          | UNIONvolleys Bisamberg-Hollabrunn      | 3:0 (25:20, 25:22, 25:20)               | hotVolleys Wien                        | BG/BRG Korneuburg      | 60             | —                     | [ 161 ]        |
| 16.11.2024 | 19:30          | HIB Volley Graz                        | 2:3 (25:22, 20:25, 21:25, 25:13, 11:15) | VBC TLC Weiz                           | USZ Rosenhain          | 19             | Michael Falkner       | [ 162 ]        |
| 1.12.2024 | 16:00          | Sportunion z+p St. Pölten              | 3:1 (20:25, 25:21, 25:23, 25:21)        | VBK Kelag Wörther-See-Löwen Klagenfurt | Volksschule Kilb       | 80             | Matthias Köstler      | [ 163 ]        |
| 14.12.2024 | 19:30          | hotVolleys Wien                        | 3:0 (25:23, 25:14, 25:23)               | UNIONvolleys Bisamberg-Hollabrunn      | Sporthalle Brigittenau | 65             | —                     | [ 164 ]        |
| 25.01.2025 | 19:00          | VBC TLC Weiz                           | 3:2 (22:25, 25:19, 22:25, 25:18, 15:12) | HIB Volley Graz                        | Sporthalle 2 der MS    | 53             | Alexander Bauer       | [ 165 ]        |
| 8.02.2025 | 17:00          | VBK Kelag Wörther-See-Löwen Klagenfurt | 2:3 (25:18, 23:25, 25:14, 23:25, 8:15)  | Sportunion z+p St. Pölten              | Sportpark Halle        | 69             | Leon Weber            | [ 166 ]        |
| 22.02.2025 | 19:00          | Sportunion z+p St. Pölten              | 3:0 (25:16, 25:20, 25:14)               | hotVolleys Wien                        | HTL St. Pölten         | 150            | Georg Köstler         | [ 167 ]        |
| 23.02.2025 | 17:00          | VBC TLC Weiz                           | 3:2 (25:13, 22:25, 29:31, 25:22, 18:16) | UNIONvolleys Bisamberg-Hollabrunn      | Sporthalle 2 der MS    | 53             | Christian Holzerbauer | [ 168 ]        |
| 1.03.2025 | 16:30          | VBK Kelag Wörther-See-Löwen Klagenfurt | 3:1 (25:22, 24:26, 26:24, 25:14)        | hotVolleys Wien                        | Sportpark Halle        | 87             | Simon Frühbauer       | [ 169 ]        |
| 1.03.2025 | 16:30          | Sportunion z+p St. Pölten              | 3:1 (21:25, 25:17, 25:15, 25:21)        | VBC TLC Weiz                           | HTL St. Pölten         | 95             | Matthias Köstler      | [ 170 ]        |
| 2.03.2025 | 14:30          | VBK Kelag Wörther-See-Löwen Klagenfurt | 3:1 (25:22, 25:21, 21:25, 25:16)        | UNIONvolleys Bisamberg-Hollabrunn      | Sportpark Halle        | 63             | Cooper Boyd           | [ 171 ]        |
| 8.03.2025 | 17:00          | UNIONvolleys Bisamberg-Hollabrunn      | 1:3 (25:20, 26:28, 21:25, 18:25)        | VBK Kelag Wörther-See-Löwen Klagenfurt | BG/BRG Korneuburg      | 30             | Simon Frühbauer       | [ 172 ]        |
| 8.03.2025 | 17:00          | HIB Volley Graz                        | 1:3 (17:25, 25:23, 18:25, 18:25)        | Sportunion z+p St. Pölten              | USZ Rosenhain          | 50             | Jonah Zelenka         | [ 173 ]        |
| 8.03.2025 | 19:00          | hotVolleys Wien                        | 0:3 (20:25, 20:25, 14:25)               | VBC TLC Weiz                           | Sporthalle Simmering   | 64             | Jonas Hierzer         | [ 174 ]        |
| 9.03.2025 | 11:30          | HIB Volley Graz                        | 0:3 (23:25, 16:25, 14:25)               | VBK Kelag Wörther-See-Löwen Klagenfurt | USZ Rosenhain          | 34             | Moritz Nedetzky       | [ 175 ]        |
| 15.03.2025 | 19:00          | Sportunion z+p St. Pölten              | 3:0 (25:18, 25:17, 25:13)               | HIB Volley Graz                        | HTL St. Pölten         | 79             | Fabian Kraushofer     | [ 176 ]        |
| 22.03.2025 | 14:30          | UNIONvolleys Bisamberg-Hollabrunn      | 3:2 (25:20, 21:25, 22:25, 27:25, 15:11) | Sportunion z+p St. Pölten              | BG/BRG Korneuburg      | 65             | Andreas Fröhlich      | [ 177 ]        |
| 22.03.2025 | 16:30          | hotVolleys Wien                        | 3:2 (28:26, 16:25, 25:21, 23:25, 15:13) | HIB Volley Graz                        | Sporthalle Simmering   | 33             | Ryan Haczay           | [ 178 ]        |
| 22.03.2025 | 19:30          | VBC TLC Weiz                           | 1:3 (18:25, 22:25, 29:27, 14:25)        | VBK Kelag Wörther-See-Löwen Klagenfurt | Sporthalle 2 der MS    | 53             | Simon Frühbauer       | [ 179 ]        |
| 23.03.2025 | 13:30          | UNIONvolleys Bisamberg-Hollabrunn      | 3:1 (25:14, 30:32, 25:14, 25:21)        | HIB Volley Graz                        | BG/BRG Korneuburg      | 55             | Sebastian Mantler     | [ 180 ]        |
| 29.03.2025 | 14:30          | UNIONvolleys Bisamberg-Hollabrunn      | 3:0 (25:23, 25:18, 25:14)               | VBC TLC Weiz                           | BG/BRG Korneuburg      | 65             | Sebastian Mantler     | [ 181 ]        |
| 29.03.2025 | 17:00          | VBK Kelag Wörther-See-Löwen Klagenfurt | 3:1 (25:17, 22:25, 25:19, 25:18)        | HIB Volley Graz                        | Sportpark Halle        | 75             | Jonas Holzinger       | [ 182 ]        |
| 29.03.2025 | 19:30          | hotVolleys Wien                        | 0:3 (19:25, 19:25, 17:25)               | Sportunion z+p St. Pölten              | Sporthalle Simmering   | 47             | Tobias Reinstadler    | [ 183 ]        |
| 30.03.2025 | 11:30          | HIB Volley Graz                        | 1:3 (22:25, 25:23, 21:25, 20:25)        | UNIONvolleys Bisamberg-Hollabrunn      | USZ Rosenhain          | 14             | Paul Knoll            | [ 184 ]        |
| 5.04.2025 | 17:00          | hotVolleys Wien                        | 0:3 (19:25, 21:25, 19:25)               | VBK Kelag Wörther-See-Löwen Klagenfurt | Sporthalle Simmering   | 47             | Jonas Holzinger       | [ 185 ]        |
| 5.04.2025 | 19:30          | VBC TLC Weiz                           | 0:3 (18:25, 21:25, 21:25)               | Sportunion z+p St. Pölten              | Sporthalle 2 der MS    | 69             | Matthias Köstler      | [ 186 ]        |
| 12.04.2025 | 14:30          | VBK Kelag Wörther-See-Löwen Klagenfurt | 3:0 (25:15, 25:17, 25:16)               | VBC TLC Weiz                           | Sportpark Halle        | 35             | Paul Eichwald         | [ 187 ]        |
| 12.04.2025 | 19:00          | Sportunion z+p St. Pölten              | 3:2 (25:13, 25:17, 21:25, 22:25, 16:14) | UNIONvolleys Bisamberg-Hollabrunn      | HTL St. Pölten         | 200            | Tobias Reinstadler    | [ 188 ]        |
| 12.04.2025 | 19:30          | HIB Volley Graz                        | 2:3 (25:22, 25:23, 17:25, 23:25, 12:15) | hotVolleys Wien                        | USZ Rosenhain          | 35             | Lamin Konteh          | [ 189 ]        |
| 26.04.2025 | 19:30          | VBC TLC Weiz                           | 3:2 (25:22, 17:25, 25:20, 21:25, 15:12) | hotVolleys Wien                        | Sporthalle 2 der MS    | 45             | Alexander Bauer       | [ 190 ]        |
| Uwaga: Mecze oznaczone szarym tłem odbyły się w ramach fazy zasadniczej powerfusion Volley League i Austrian Volley League 2. Godziny do 27 października 2024 roku i od 30 marca 2025 roku podane są według strefy czasowej UTC+2, a od 27 października 2024 roku do 30 marca 2025 roku według strefy czasowej UTC+1. Źródło: |                |                                        |                                         |                                        |                        |                |                       |                |

### Tabela
| Lp.                                                                             | Drużyna                                | Pkt | Mecze | Mecze | Mecze | Rodzaj wyniku | Rodzaj wyniku | Rodzaj wyniku | Rodzaj wyniku | Rodzaj wyniku | Rodzaj wyniku | Sety | Sety | Sety  | Małe punkty | Małe punkty | Małe punkty |
| Lp.                                                                             | Drużyna                                | Pkt | M     | W     | P     | 3:0           | 3:1           | 3:2           | 2:3           | 1:3           | 0:3           | wyg. | prz. | stos. | zdob.       | str.        | stos.       |
| ------------------------------------------------------------------------------- | -------------------------------------- | --- | ----- | ----- | ----- | ------------- | ------------- | ------------- | ------------- | ------------- | ------------- | ---- | ---- | ----- | ----------- | ----------- | ----------- |
| 1                                                                               | Sportunion z+p St. Pölten              | 26  | 10    | 9     | 1     | 4             | 3             | 2             | 1             | 0             | 0             | 29   | 10   | 2.9   | 901         | 767         | 1.17        |
| 2                                                                               | VBK Kelag Wörther-See-Löwen Klagenfurt | 25  | 10    | 8     | 2     | 3             | 5             | 0             | 1             | 1             | 0             | 27   | 11   | 2.45  | 912         | 774         | 1.18        |
| 3                                                                               | UNIONvolleys Bisamberg-Hollabrunn      | 16  | 10    | 5     | 5     | 2             | 2             | 1             | 2             | 2             | 1             | 21   | 19   | 1.11  | 898         | 889         | 1.01        |
| 4                                                                               | VBC TLC Weiz                           | 11  | 10    | 5     | 5     | 1             | 0             | 4             | 0             | 2             | 3             | 17   | 23   | 0.74  | 830         | 889         | 0.93        |
| 5                                                                               | hotVolleys Wien                        | 8   | 10    | 3     | 7     | 1             | 0             | 2             | 1             | 1             | 5             | 12   | 25   | 0.48  | 762         | 850         | 0.9         |
| 6                                                                               | HIB Volley Graz                        | 4   | 10    | 0     | 10    | 0             | 0             | 0             | 4             | 4             | 2             | 12   | 30   | 0.4   | 840         | 974         | 0.86        |
| Legenda: powerfusion Volley League 2025/2026 Austrian Volley League 2 2025/2026 |                                        |     |       |       |       |               |               |               |               |               |               |      |      |       |             |             |             |

Źródło: 
Punktacja: 3:0 i 3:1 – 3 pkt; 3:2 – 2 pkt; 2:3 – 1 pkt; 1:3 i 0:3 – 0 pkt
Zasady ustalania kolejności: zob. sekcję powyżej